# Штиль (альбом)
| Оценки критиков | Оценки критиков |
| Источник        | Оценка          |
| --------------- | --------------- |
| Darkside        | 6/10            |

«Штиль» — альбом-компиляция группы «Ария» 2002 года, выпущенный перед объявлением нового состава, и уже после официального распада старого.

## Об альбоме
Диск содержит ряд редких треков и кавер-версий (аналогично Blind Guardian — «The Forgotten Tales»), в частности имевшие успех в хит-параде «Чартова дюжина» песни «Потерянный рай» и «Беспечный ангел». В том числе, в альбоме есть три ранее не издававшиеся песни:
- Песня «Дай руку мне» изначально была бонусным седьмым треком в альбоме «Герой асфальта», но при издании оказалась отрезана из-за технических ограничений по длине записи виниловой пластинки.
- Песня «You’d Better Believe Me» — это версия песни «Не хочешь — не верь мне» с английским текстом С. Жукова, который не является переводом песни. Английский текст представляет собой вольную вариацию на тему песен «Герой асфальта» и «Не хочешь — не верь мне». Трек был записан в 1990-е годы для сборника "Metal from Russia" 1993 года лейбла "Moroz Records" в студии SNC.[2] Текст песни, по словам участников, был утерян, и отсутствует даже на официальном сайте. Поклонники группы в Интернете пытались восстановить текст на слух.
- Песня «Машина смерти» была написана для альбома «Химера», но из-за трудностей в написании текста в него не вошла. Изначально она называлась «Колонны Спартака» и рассказывала о восстании рабов в древнем Риме. Этот вариант был отвергнут из-за явных ассоциаций с футбольным клубом «Спартак»[3]. С первоначальным текстом песня под названием «Вперёд, колонны!» была спета группой «Черновики Маргариты» в рамках трибьюта группе «Internet Tribute to Ария. XXV. Дай руку мне» (2011).

- В этот альбом входят все треки, записанные в рамках проектов Tribute to Harley-Davidson I-II, диски которого не поступали в открытую продажу (кроме инструментальной композиции «Беспечный ангел», а также песни «Ride to live, live to ride», записанной группой «Мастер»).
- В альбом вошла первоначальная версия песни «Ангельская пыль», записанная в 1994 году для сборника CD «Russian Metal Ballads Vol.1», где в записи песни принимал участие ещё Сергей Маврин до своего ухода из «Арии», связанного с попыткой записать альбом вместе с другим вокалистом — Алексеем Булгаковым. Окончательная версия вошла в альбом 1995 года «Ночь короче дня», в записи которого вместо Маврина принимал участие уже Сергей Терентьев.

Песня «Беспечный ангел» исполняется группами «Ария» и «Кипелов», а «Потерянный рай» кроме вышеперечисленных также и группой «Артерия» под руководством автора песни Сергея Терентьева. Также эту песню на акустических концертах исполнял Артур Беркут. Песня «Дай руку мне» осенью 2002 года завершала практически каждый концерт группы «Кипелов», а после ухода из неё Маврина исполняется его группой. Песню «Пробил час» неоднократно исполняла «Артерия». Песни «Свобода», «Пробил час» исполнялись вживую «Арией» на вечеринках «Харлея». Песня «Машина смерти» вошла в концертный альбом группы «Кипелов» 2003 года «Путь наверх», а позднее (наряду с «Потерянным раем» и другими песнями «Арии», написанными Терентьевым) вошла в сборник ремейков группы «Артерия» «В поисках новой жизни». Остальные песни не являются новыми и исполнялись на концертах задолго до этого. Группа «Маврин» перезаписала песню «Дай руку мне» авторства лидера группы Сергея Маврина (совместно с Беркутом и Дубининым — также автором песни). Таким образом, материал с этого альбома исполняется всеми «членами» «семейки Арии», исключая группу «Мастер».
В 2014 году песня «Беспечный ангел» заняла 6-е место в список «500 лучших песен „Нашего радио“», составленного на основе выбора радиослушателей.

## Список композиций
Все тексты написаны Маргаритой Пушкиной, если не указано другое.
| №   | Название                                      | Текст песни    | Музыка                                     | Оригинальное название   | Длительность |
| --- | --------------------------------------------- | -------------- | ------------------------------------------ | ----------------------- | ------------ |
| 1.  | «Штиль» (версия с Удо Диркшнайдером)          |                | Виталий Дубинин                            |                         | 5:11         |
| 2.  | «Пробил час» (кавер-версия)                   | Пушкина        | Джоуи Де Майо, Карл Логан (Manowar)        | Return of the Warlord   | 5:19         |
| 3.  | «Небо тебя найдёт» (версия 2002 г.)           | Александр Елин | Владимир Холстинин                         |                         | 6:04         |
| 4.  | «Ангельская пыль» (версия 1994 г.)            |                | Холстинин, Дубинин                         |                         | 6:00         |
| 5.  | «Свобода» (кавер-версия)                      | Пушкина        | Майк Трамп, Вито Братта (White Lion)       | Cry for Freedom         | 5:13         |
| 6.  | «Герой асфальта» (версия 1999 г.)             |                | Дубинин, Сергей Маврин                     |                         | 5:15         |
| 7.  | «Потерянный рай» (с симфоническим оркестром)  |                | Сергей Терентьев                           |                         | 5:35         |
| 8.  | «You’d Better Believe Me»                     | Анатолий Жуков | Дубинин, Холстинин                         | Не хочешь — не верь мне | 4:00         |
| 9.  | «Беспечный ангел» (кавер-версия)              | Пушкина        | Барри Хэй, Джордж Койманс (Golden Earring) | Going to the Run        | 3:58         |
| 10. | «Машина смерти»                               |                | Терентьев                                  |                         | 3:54         |
| 11. | «Дай руку мне» (запись 1987 г., только на CD) |                | Дубинин, Маврин                            |                         | 5:05         |

## Участники записи
- Валерий Кипелов — вокал
- Владимир Холстинин — гитара
- Сергей Терентьев — гитара, кроме треков 4, 8, 11
- Виталий Дубинин — бас, бэк-вокал
- Александр Манякин — барабаны, кроме «Дай руку мне»
- Евгений Шидловский — клавишные
- Сергей Маврин — гитара (треки 4, 8, 11)
- Максим Удалов — барабаны в треке «Дай руку мне»

### Технический персонал
- Продюсирование: В.Холстинин, В.Дубинин
- Мастеринг — Андрей Субботин, студия Saturday Mastering
- Художник — Лео Хао
- Дизайнер — Николай «Dr.Venom» Симкин
- Концепция оформления — Лео Хао, Николай «Dr.Venom» Симкин

## Клип к сборнику
1. «Штиль» (2001) — в основу клипа легли съёмки записи песни дуэтом В. Кипелова и Удо Диркшнайдера, посещения ими дачи и клуба.

В рецензии на сборник клипов «Арии» «Все клипы» (2008) музыкальный критик Денис Ступников о клипе отметил: «Самыми запоминающимися и продуманными видеоклипами «Арии» являются «Штиль» и «Колизей» (2002). Зимний дачный отдых с Удо и совместное катание с ним на снегоходах группа сумела вывести за рамки тривиального home-video (то, чего им не удалось сделать в свое время в ролике „Возьми мое сердце“ (1995) из альбома „Ночь короче дня“)».